# Жиздик, Геннадий Афанасьевич
Генна́дий Афана́сьевич Жиздик (27 января 1927, Гайсин, Тульчинский округ — 23 декабря 1991, Днепропетровск) — советский футболист, футбольный тренер, начальник футбольной команды. Заслуженный тренер УССР (1980). Заслуженный работник физической культуры и спорта Украины. Участник Великой Отечественной войны. Почётный гражданин города Никополя.

## Биография
Геннадий Афанасьевич Жиздик родился 27 января 1927 года в городе Гайсин. По национальности — белорус.
После начала Великой Отечественной войны эвакуировался с родителями вглубь страны. С 1942 года учился в школе в столице Таджикской ССР Сталинабаде. 15-летним школьником пытался попасть на фронт, но из-за возраста его не брали.
В 1943 году, завысив себе возраст на два года, поступил в танковое училище, после окончания которого получил звание младшего лейтенанта. В качестве командира самоходной установки 1198 самоходного артиллерийского полка Резерва Главного Командования участвовал в боевых действиях в Восточной Пруссии, Польше и Германии. 22 января 1945 года в боях на Одере его танк был подбит, Г. А. Жиздик получил ожоги 80 % тела, пришлось ампутировать правую руку, удалить одно лёгкое.
Играл вратарем в «Спартаке» (Сталинабад) в 1942—1943, нападающим в «Динамо» (Проскуров) и «Динамо» (Винница) в 1947—1952.
В 1958—1969 работал директором стадиона, администратором и тренером футбольных команд «Трубник» (Никополь) и «Кривбасс» (Кривой Рог). Был начальником команды «Сахалин» (Южно-Сахалинск) — 1970—1972, председатель спортклуба и начальником команды «Колос» (Никополь) — 1973—1981, начальник команды «Днепр» (Днепропетровск) — 1981—1988.
С началом перестройки комбинат «Запорожсталь», спонсор футбольного клуба «Металлург», перешёл на хозрасчет и лишился возможности содержать команду «Металлург» с его инфраструктурой, обком профсоюза тоже прекратил ежегодное финансирование, которое в 1988 году составляло 400 000 рублей. После этого в 1989 году Г. А. Жиздик создаёт первый в истории СССР хозрасчётный футбольный клуб «Металлург» (Запорожье), в котором игроки работают по контракту, а клубу была разрешена самостоятельная хозяйственная деятельность согласно собственному уставу. С 1989 по 1991 годы все расходы клуба финансировались из прибыли собственных предприятий и кооперативов клуба: производство безалкогольных напитков, кооператив по пошиву спортивной формы и атрибутики, спортивная лотерея, книгоиздательская и рекламная деятельность и пр. В 1990 году под руководством Г. А. Жиздика ФК Металлург вышел в высшую лигу СССР по футболу, поднявшись на 15 мест в турнирной таблице за два года.
Скончался 23 декабря 1991 года по дороге из Запорожья в Днепропетровск. Похоронен на Сурско-Литовском кладбище.

## Награды и звания
- Орден Отечественной войны I степени (дважды — 1951, 1985)
- Орден Красной Звезды
- Медаль «За трудовую доблесть»
- Медаль «За победу над Германией в Великой Отечественной войне 1941—1945 гг.»
- Медаль «За взятие Кёнигсберга»
- 6 юбилейных медалей (к 20-, 30- и 40-летию Победы, к 50-, 60- и 70-летию Вооружённых сил)

- Заслуженный тренер УССР (1980).
- Заслуженный работник физической культуры и спорта Украины.
- Почётный гражданин города Никополя

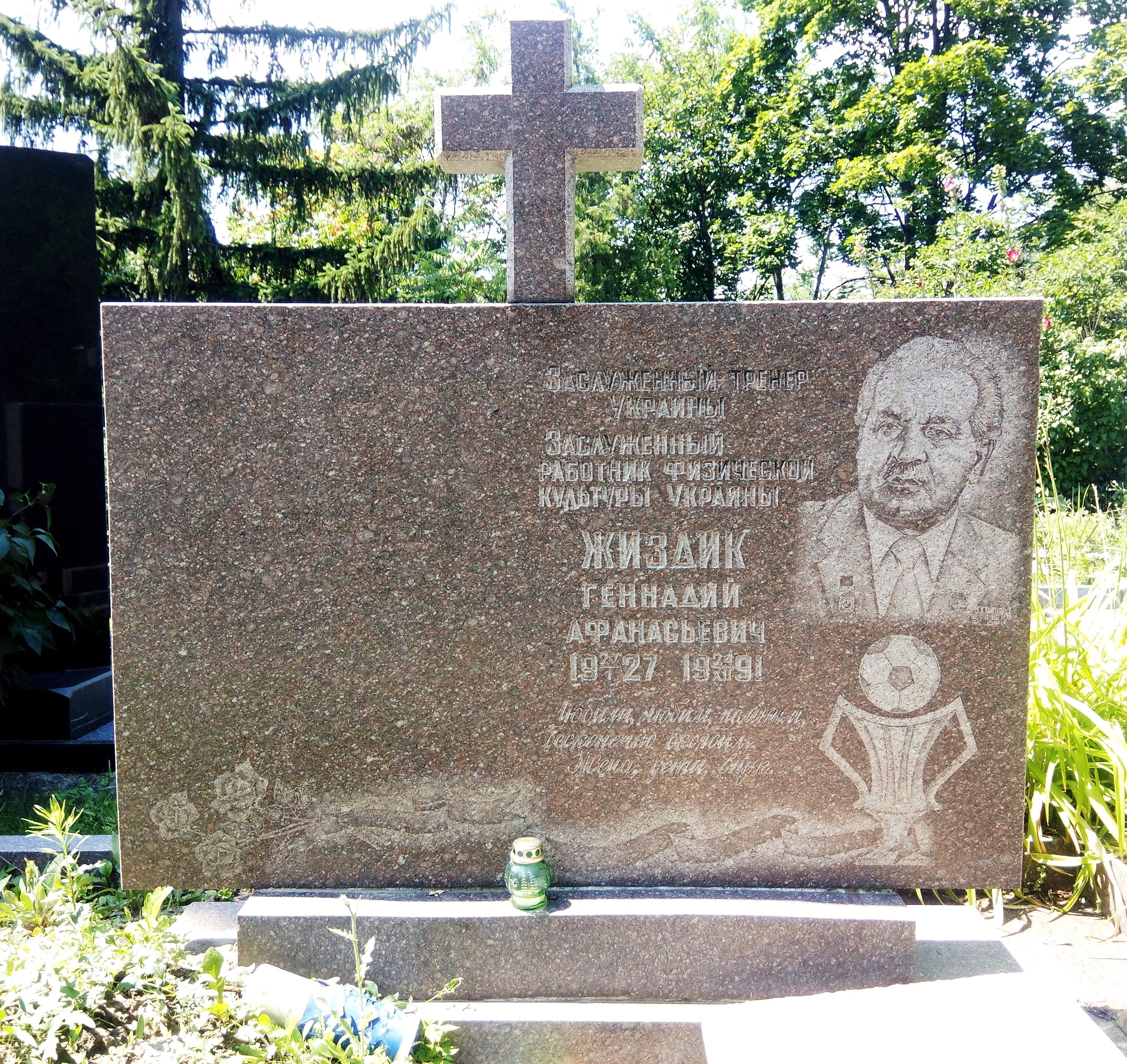
Могила Геннадия Жиздика на Сурско-Литовском кладбище в Днепре

## Память
- С 1997 года в Запорожье ежегодно проводится юношеский турнир по футболу — Международный мемориал заслуженного тренера Украины Геннадия Жиздика[7][8].

- В 2013 году имя Геннадия Жиздика было присвоено одной из новых улиц в Днепропетровске[9][10], а в 2019 году в честь Геннадия Жиздика была переименована улица Марины Расковой в Никополе[11].